# Maelgwn ab Owain Gwynedd
Maelgwn ab Owain Gwynedd (Regno del Gwynedd, XII secolo – ...) è stato un principe di una parte del Gwynedd (1170 - 1173), uno dei regni in cui era diviso il Galles in epoca medioevale.
Nella complessa genealogia gallese Maelgwn era figlio di Owain Gwynedd e di Gwladus (figlia di Llywarch ap Trahaearn), fratello di Iorwerth Drwyndwn e padre di Llywelyn il Grande. Alla morte del padre Owain Gwynedd (1170), Maelgwn ricevette Anglesey, condividendo, dunque, il regno.
Nel 1173, però, suo fratello Dafydd ab Owain Gwynedd lo attaccò e lo costrinse a fuggire in Irlanda. Ritornò più tardi, sempre in quell'anno, ma fu fatto prigioniero dal fratello.
Non si sa nulla sulla sua sorte.